# Phaeoceros carolinianus
A Phaeoceros carolinianus (magyarul: Sárgaspórás becősmoha) egy mohafaj a becősmohák törzséből és a Notothyladaceae családból. Kozmopolita becősmoha, az egész világon elterjedt növényfaj. A ritkább Phaeoceros laevis-hez nagyon hasonló faj, a megkülönböztetésük nem könnyű, tapasztalatot és gyakorlatot igényel.

## Jellemzői
Ennek a becősmoha fajnak matt, sötétzöld telepei vannak (thallus), ezek 3-4 cm átmérőjűek, kb. 10 sejtsor vastagok, belsejükben nyálkaüregek nincsenek. A telepek felszíne sima, széle nem hullámos. A P. carolinianus egylaki növény, szemben a kétlaki P. laevisszel, de az ivarszervek megfigyelése gyakorlatot igényel. A P. carolinianus telepének felszínén apró gödröcskében megtalálhatóak elszórva mind a hím, mind a női ivarszervek. A kutatók feltételezik, hogy a mivel a két faj nehezen különböztethető meg egymástól, a talált becősmohák közül sokkal több a P. carolinianus, mint a P. laevis.

A sporofiton általában 1-3 cm hosszú. Az érett spórák 30-40 mikrométer átmérőjűek, narancssárga színűek, ellentétben az Anthoceros fajokkal, ahol azok feketék, sötétbarnák. A spórák felszíne apró bibircses, és úgynevezett "szárnyacska" figyelhető meg rajta; a P. laevis spóráján ez a szárnyacska gyengébb, szinte alig látszik.

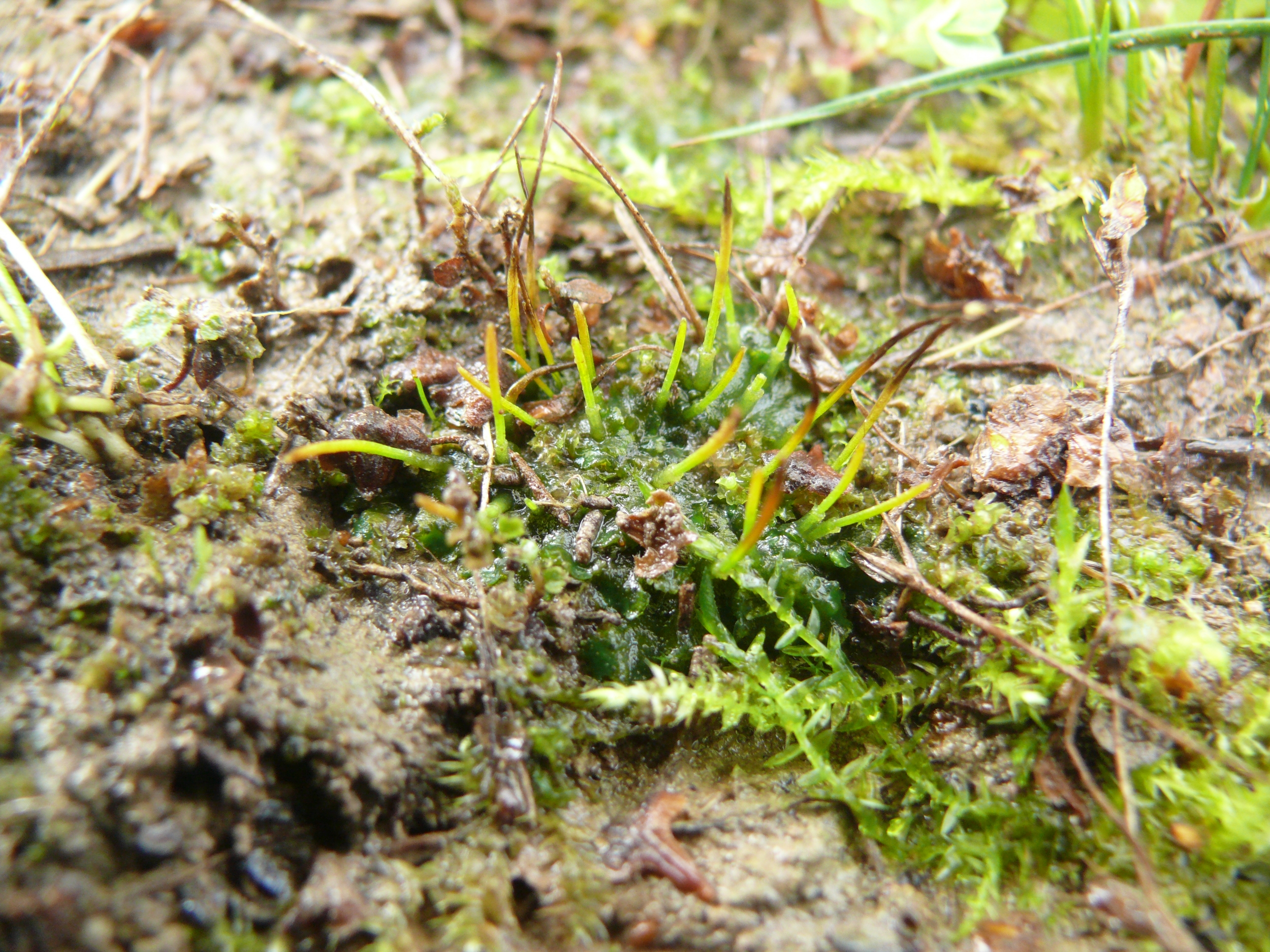
P. carolinianus habitus fotó, jól látszanak a sárgás sporofitonok
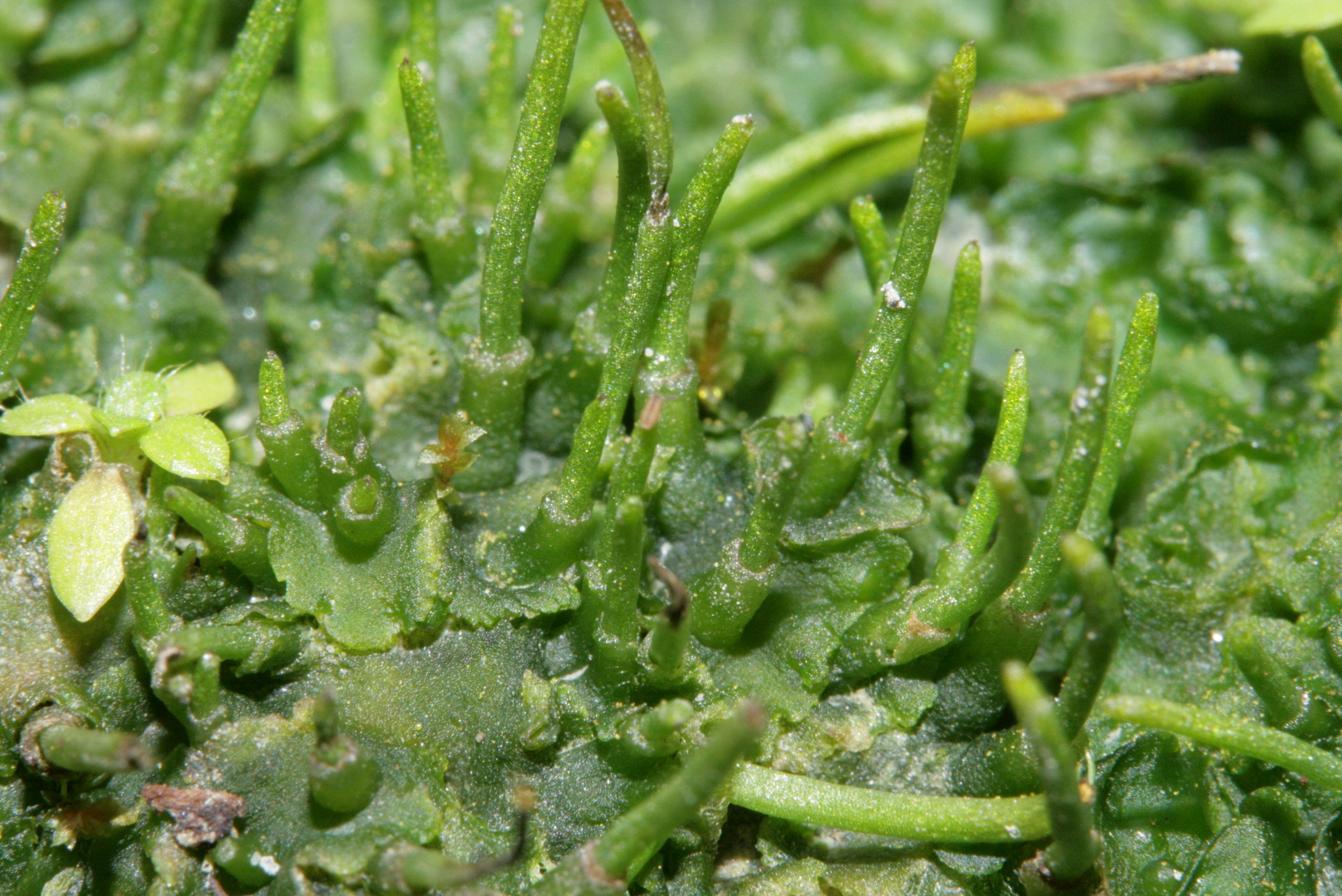
Közeli kép a fejlődő sporofitonokról
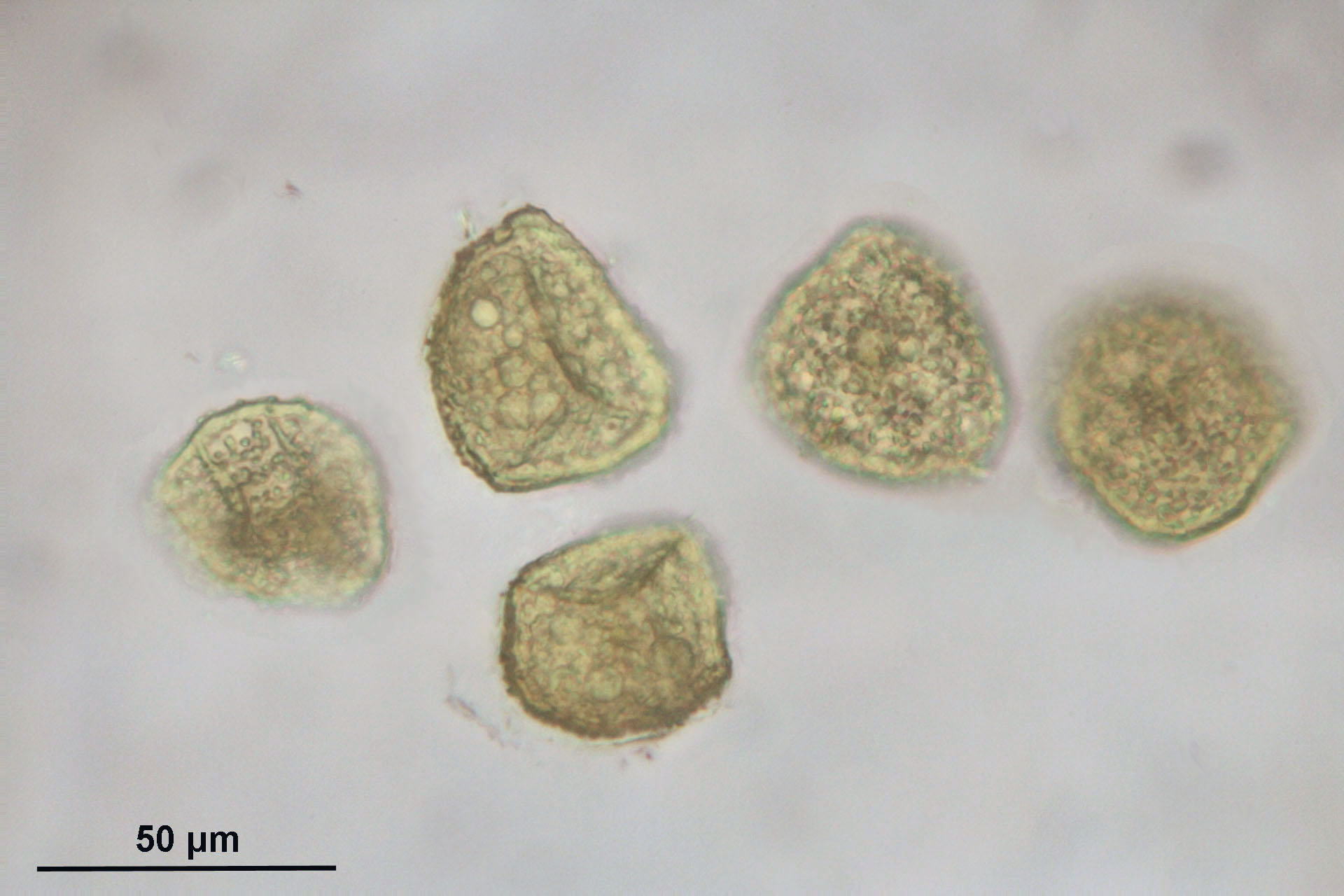
Spórák mikroszkópos képe

## Elterjedése és Ökológiája
Kozmopolita faj, minden kontinensen megtalálható. Magyarországon is él, főleg a középhegységekben és az Őrségben, azonban nem gyakori faj így hazai vöröslistás besorolása NT (mérsékelten fenyegetett).
A többi becősmoha fajhoz hasonlóan nedves talajon él szántóföldeken, árokparton, lápréteken, mocsarak szélén.
A következő mohafajokkal él együtt Európában: Anthoceros agrestis, Pottia truncata, Riccia fajok, Blasia pusilla, Dicranella staphylina, Bryum rubens, Ephemerum minutissimum. 

## Linkek
- Phaeoceros laevis subp. carolinianus (Svájci oldal)
- Phaeoceros carolinianus in "Die Moose von Deutschland" u. a. mit Verbreitungskarte Deutschland
- Guide to Hornworts of Oregon: Phaeoceros carolinianus (Michx.) Prosk. Archiválva 2019. április 23-i dátummal a Wayback Machine-ben David H. Wagner - Hornworts of Oregon